# 杉山延寬
杉山延寬（日语：／ Sugiyama Nobuhiro，1981年—），日本男性動畫師、人物設計師。SHAFT所屬。
除了擔任許多SHAFT作品的作畫監督外，他還負責人物設定。

## 參加作品

### 電視動畫
2004年
- 月詠 -MOON PHASE-（作畫監督）

2006年
- 嬉皮笑園（作畫指導）

2007年
- ef - a tale of memories（人物設定、總作畫監督、作畫監督、原畫、OP作畫監督、ED作畫監督）

2008年
- ef - a tale of melodies（人物設定、總作畫監督、作畫監督、OP作畫監督、ED作畫監督）

2009年
- 夏日風暴！（OP原畫）
- 懺·絕望先生（OP原畫）
- 化物語（分鏡、作畫監督、作畫監督補佐、作畫監督協力、原畫）
- 夏日風暴！ ～春夏冬中～（作畫監督）

2010年
- 向陽素描×☆☆☆（作畫監督、原畫）
- 荒川爆笑團（人物設定、總作畫監督、作畫監督、原畫、OP作畫監督）
- 荒川爆笑團 The Bridge×Bridge（人物設定、總作畫監督）

2011年
- 魔法少女小圓（原畫）
- 電波女&青春男（總作畫監督、分鏡、作畫監督、ED作畫監督）

2012年
- 偽物語（總作畫監督）
- 貓物語 (黑)（總作畫監督、分鏡）

2013年
- 物語系列 (第二季)（總作畫監督、分鏡）

2014年
- 偽戀（人物設定）

2015年
- 幸腹塗鴉（分鏡）
- 偽戀:（人物設定）
- 終物語（作畫監督）

2016年
- 3月的獅子（人物設定[1]、總作畫監督）

2018年
- Fate/EXTRA Last Encore（作畫監督）

2019年
- 五等分的新娘（作畫監督）

2020年
- 魔法紀錄 魔法少女小圓外傳（總作畫監督、作畫監督）

2021年
- 魔法少女小圓外傳 2nd SEASON -覺醒前夜-（總作畫監督）

2022年
- RWBY 冰雪帝國（人物設定、總作畫監督）

2024年
- 物語系列 第外季&第怪季（總作畫監督、作畫監督）

### OVA
2009年
- 向陽素描×365 特別篇（原畫）

2014年
- 偽戀（人物設定）

## 相關項目
- SHAFT
- 日本動畫師列表（日语：アニメ関係者一覧）